# Nicolas Huber
Nicolas Huber (* 14. Januar 1995 in Zürich) ist ein Schweizer Snowboarder. Er startet in den Freestyledisziplinen.

## Werdegang
Huber startete im April 2016 in Sils erstmals im Europacup und belegte dabei den sechsten Platz im Big Air. Nach Platz zwei im Slopestyle beim Europacup in Kaunertal zu Beginn der Saison 2016/17, debütierte er im Januar 2017 in Laax im Snowboard-Weltcup. Dabei errang er den 27. Platz im Slopestyle. Im Februar 2017 wurde er beim Europacup in Götschen Zweiter im Big Air. Bei den Snowboard-Weltmeisterschaften 2017 in der Sierra Nevada holte er überraschend die Silbermedaille im Slopestyle. Im Big-Air-Wettbewerb errang er dort den 45. Platz. Im Februar 2018 belegte er bei den Olympischen Winterspielen in Pyeongchang den 30. Platz im Slopestyle und den 25. Rang im Big Air. Im folgenden Jahr errang er bei den Weltmeisterschaften in Park City den 40. Platz im Slopestyle. In der Saison 2020/21 gewann er mit drei Siegen die Slopstyle-Big-Air-Wertung des Europacups und belegte bei den Snowboard-Weltmeisterschaften 2021 in Aspen den 27. Platz im Slopestyle sowie den 16. Rang im Big Air. In der folgenden Saison errang er mit drei Top-Zehn-Platzierungen den neunten Platz im Slopestyle-Weltcup und kam bei den Olympischen Winterspielen 2022 in Peking auf den 20. Platz im Slopestyle sowie auf den 14. Rang im Big Air.